# 35364 Donaldpray
35364 Donaldpray è un asteroide della fascia principale. Scoperto nel 1997, presenta un'orbita caratterizzata da un semiasse maggiore pari a 2,2484151 UA e da un'eccentricità di 0,0773487, inclinata di 6,25991° rispetto all'eclittica.
L'asteroide è dedicato all'astronomo amatoriale statunitense Donald P. Pray.